# Salafisme djihadiste

Drapeau djihadiste avec la chahada, utilisé notamment par al-Qaïda.

Drapeau créé par l'État islamique d'Irak en 2007, marqué du sceau de Mahomet, adopté par plusieurs groupes salafistes djihadistes.

Le salafisme djihadiste ou djihadisme salafi, traduction de l'arabe salafiyya jihadiyya, est une idéologie politico-religieuse islamiste apparue vers la fin des années 1980 et le début des années 1990,. Il s'agit d'une forme de salafisme. Tous les salafistes se réclament à la fois d'Ibn Taymiyya et Mohammed ben Abdelwahhab et suivent la doctrine d'Al-wala' wal-bara'.
Il se caractérise par la revendication d'un devoir à titre individuel d'une forme violente d'un djihad transnational, et par la référence à un mouvement religieux salafiste dont le but serait de retourner à un islam originel qui serait le seul véritable du point de vue des tenants de cette doctrine,. De manière générale, le courant salafiste djihadiste ne reconnaît pas les frontières établies dans le monde musulman et prône l'instauration d'un État islamique et le rétablissement du califat.
Le courant djihadiste apparaît dans les années 1980, lors de la guerre afghano-soviétique ; son principal penseur est alors Abdallah Azzam, lui-même influencé par Sayyid Qutb, un théoricien issu d'une mouvance radicale et révolutionnaire des Frères musulmans. Mais la rupture au sein du salafisme a lieu en 1991 avec la guerre du Golfe, lorsque des Fatwas émises par Riyad autorisent l'armée américaine à se déployer sur le sol saoudien. La tendance « salafiste djihadiste » se forme alors par opposition à l'alliance entre l'Arabie saoudite et les États-Unis ; la tendance fidèle au pouvoir saoudien, majoritaire, est pour sa part appelée « salafiste quiétiste ». L'idéologie salafiste djihadiste est alors développée par des penseurs musulmans comme Abou Qatada, Abou Moussab al-Souri ou Abou Mohammed al-Maqdisi. Elle caractérise particulièrement la mouvance d'Al-Qaïda, l'État islamique et de multiples structures autonomes ou personnes isolées s'en inspirant.
Les salafistes djihadistes sont également souvent désignés comme des « takfiri » ou de « kharidjites » par leurs adversaires musulmans, en particulier les chiites et les salafistes quiétistes ; des termes que les salafistes djihadistes rejettent,,,,. Enfin selon plusieurs chercheurs et notamment Romain Caillet : « Le terme « Kharijites », désignant à l'origine une secte apparue au début de l'histoire islamique, est devenu aujourd'hui une appellation polémique par laquelle les salafistes quiétistes désignent tous les opposants aux régimes arabes, des plus modérés aux plus radicaux », comme les salafistes djihadistes.
Les groupes salafistes djihadistes commencent à recourir au terrorisme à partir des années 1990. Gamaa al-Islamiya est actif dans des attentats contre la police, le personnel du gouvernement et les touristes en Égypte (notamment lors du massacre de Louxor du 17 novembre 1997), et le Groupe islamique armé était le groupe principal pendant la guerre civile algérienne. Les attentats djihadistes salafistes les plus connus d'Amérique sont les Attentats du 11 septembre 2001 aux États-Unis par l'organisation al-Qaïda. Alors que le salafisme n'avait pour ainsi dire aucune présence en Europe dans les années 1980, au milieu des années 2000 le salafisme djihadiste a acquis une présence bourgeonnante, ayant entraîné plus de trente attentats terroristes au sein des pays de l'Union européenne depuis 2001. Le mouvement croît après le printemps arabe, principalement en Irak, en Syrie et en Libye.

## Définition

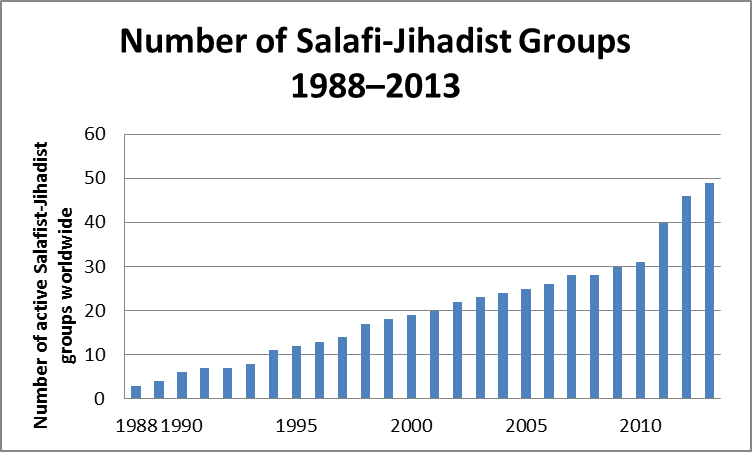
(Données issues de l'étude « A Persistent Threat, The Evolution of al Qa’ida and Other Salafi Jihadists (Une menace persistante, l'évolution du nombre de salafistes djihadistes) », Seth G. Jones, 2014, Figure 3.1)

Gilles Kepel, a écrit que les salafistes qu'il rencontre en Europe dans les années 1980 sont « totalement apolitiques »». Mais au milieu des années 1990, il en a rencontré pour qui le djihad sous la forme de « violence et de terrorisme » était « justifié pour réaliser leurs objectifs politiques ». La combinaison de l’aliénation Salafi de toutes choses non musulmanes — y compris la « société européenne conventionnelle » — et du djihad violent ont créé un mélange volatil. « Lorsque vous êtes dans un tel état d'aliénation vous devenez une proie facile pour les djihadistes qui vous nourriront de leur propagande plus séduisante que l'ancienne propagande des salafistes qui vous disaient de prier, de jeûner et qui ne menaient pas d'action ».
D'après Kepel, le djihadisme salafiste combine le « respect des textes sacrés dans leur forme la plus littérale… avec un engagement absolu (monomanie) pour le djihad, dont la cible première doit être l'Amérique, perçue comme le plus grand ennemi de la foi ».
Les djihadistes salafi se distinguent eux-mêmes des salafistes traditionnels qu'ils désignent sous le nom de « sheikistes », ainsi nommés car les djihadistes croient que les « sheikistes » ont mis de côté l'adoration de Dieu pour l'adoration du pétrole de la péninsule arabique à la tête de laquelle se trouve la famille Al Saoud. Le principal des universitaires/académiciens sheikiste a été Abd al-Aziz ibn Baz — L'archétype de l'ouléma de court (ulama al-balat). Les djihadistes les considèrent comme des faux salafis qui doivent être combattus (…) mais les frères musulmans sont encore plus détestés, car les djihadistes salafi les trouvent excessivement modérés et manquant d'une interprétation littérale des textes sacrés. Iyad El-Baghdadi décrit le salafisme comme profondément divisé entre le courant principal « salafisme compatible avec le gouvernement, ou Islahi » d'une part, et le salafisme djihadiste d'autre part.
Une autre définition de djihadisme salafi, offerte par Mohammed M. Hafez, est une forme extrême d'islamisme Sunni qui rejette la démocratie et les principes du Chiisme. Hafez les distingue des Salafi académiciens conservateurs et apolitiques (tel que Muhammad Nassiruddine al Albani, Muhammad ibn al Uthaymeen, Abd al-Aziz ibn Baz et Abdul Aziz ibn Abdillah Ali ash-Shaykh, Rabi Ibn Hadi al-Madkhali) mais aussi du mouvement sahwa associé à Salman al-Ouda ou Safar Al-Hawali.
D'après Mohammed M. Hafez, le djihadisme salafi contemporain serait caractérisé par cinq traits :
- une emphase immense sur le concept de tawhid (unicité de Dieu) ;
- la souveraineté divine (hakimiyyat Allah), qui définirait le bien et le mal (donc la morale) et qui prévaudrait tous raisonnements humains serait applicable en tous lieux de la terre et intemporellement rendant inutile et antisalafiste toute autre réglementation ou idéologie telle que le libéralisme ou humanisme (ce qui le rend subversif) ;
- le rejet de toute novation (Bid`ah) sur l'Islam ;
- l'admissibilité et la nécessité du takfir (un concept visant à déclarer un musulman en dehors de la foi, à fin d'exécution) ;
- Et sur la centralité du djihad à l'encontre des régimes non musulmans[17].

D'après Michael Horowitz, le djihad salafi est une idéologie paranoïaque qui se croit visée par des attaques et humiliations persistantes de musulmans de la part d'une supposée alliance islamophobe que les salafistes — selon leurs termes — dénomment croisés/sionistes/apostats.
Le journaliste d'Al Jazeera Jamal Al Sharif décrit le djihadisme salafiste comme combinant l'approche doctrinale salafiste et les modèles d'organisation des groupes frères musulmans. Leur leitmotiv est « la doctrine salafiste, la confrontation moderne ».
Avant le djihadisme salafi, l'essayiste islamiste Sayyid Qutb a développé les fondements intellectuels de l'idéologie. Pour Qutb, « le monde est en crise et le monde islamique est ignoré par un monde païen ».
Le salafisme djihadiste de l'État islamique et des autres groupes du même type s'inspire du wahhabisme. Cependant, ces différents groupes rivaux s'excommunient entre eux. Pour l'historien Daoud Riffi, le salafisme djihadiste est le « wahhabisme originel », « intégral »,.

## Historique

### Maududisme
Syed Ahmad Shaheed Barelvi a appelé au djihad au début du XIXe siècle, dans l'intention de créer un état islamique dans la région du Peshawar (aujourd'hui au Pakistan) basé sur un strict respect de la charia et incluant un refus de tout ce qui vient de l'occident comme contraire à l'islam. Son mouvement qui était à la fois politique, militaire et religieux, fut baptisé par les britanniques comme wahhabite car analogue dans sa doctrine au mouvement saoudien. Il est plus justement appelé mouvement barelvite, et il est aussi à l'origine du deobandisme, un mouvement de l'islam sunnite très proche du salafisme dans son orthodoxie.
Shaheed Barelvi peut être considéré comme le prédécesseur intellectuel de Sayyid Abul Ala Maududi qui donnera une patine moderne au mouvement dans les années 1930. Il intégrera la modernité technologique occidentale, tout en poursuivant un retour aux fondamentaux de l'islam et Maududi adoptera de son prédécesseur la stricte distinction entre les croyants et les mécréants. Il fit sien aussi le raisonnement de Ibn Taymiyya : l’unité de Dieu nécessite de suivre les lois de Dieu (la Charia) ; être loyal aux lois humaines s'apparente alors à de l’idolâtrie et donc est passible d'apostasie. Maududi définit le parti de Dieu (hizb Allah) et celui de Satan (hizb aslshaitan), lequel incluait les musulmans adhérant aux lois humaines, et introduit le concept de paganisme moderne (Jâhilîya moderne). L'analogie était alors faite avec le prophète Mahomet combattant le paganisme quraychites de la Mecque. Il créa le Jamaat-e-Islami a Lahore en 1941, qui est un parti politique pakistanais toujours existant.

### Qutbisme
Les thèses de Maududi, traduites en arabe dans les années 1950, auront une grande influence sur le frère musulman égyptien Sayyid Qutb, qui leur conféra une grande visibilité. Par ailleurs, là où Maududi travaillait dans le contexte politique existant, Qutb appelait au djihad. Ce faisant il allait à l'encontre de la notion établie que le djihad était essentiellement une guerre défensive. C’était notamment l'opinion des salafistes modernistes comme Abduh ou Rida, ce dernier comprenant l'appel au djihad mentionné dans le Coran comme une réponse à une agression visant explicitement les musulmans à cause de leur religion. L'argumentation de Qutb était que puisque les gouvernants musulmans n'appliquaient pas la charia, ils faisaient partie de la Jâhilîya et non des musulmans. Par ailleurs c'est Mohamed abd-al-Salam Faraj qui élèvera le djihad comme l'obligation première d'un musulman lorsque la charia n'est pas appliquée, dans un pamphlet découvert en 1981 et intitulé « L'obligation oubliée » (Al-farida al-gha'iba), phrase récurrente dans la phraséologie djihadiste contemporaine. Cette conclusion est basée sur un assortiment de hadiths, et une fatwa d'Ibn Taymiyya, invoquant notamment le verset 5:47 du coran : « Ceux qui ne jugent pas d'après ce qu'Allah a fait descendre, ceux-là sont les pervers » pour appeler au djihad contre les Mongols ilkhanides, dont il doutait de la sincérité de leur conversion à l'islam, car ils refusaient d’appliquer la charia.

### Rencontre entre qutbisme et wahhabisme
Tout cela coagula pendant la Guerre d'Afghanistan (1979-1989) où les salafistes venus d'Arabie saoudite absorbèrent la théorisation des Frères musulmans venus combattre à leurs côtés. Dans le contexte de ce conflit, émerge le palestinien Abdallah Azzam, cofondateur de Al-Qaïda avec Oussama ben Laden, et considéré comme le « père » du djihad global. Il est l'auteur de nombreux ouvrages séminaux dans la littérature djihadiste, et a notamment postulé que le djihadisme a besoin d'une base territoriale où les jeunes musulmans peuvent recevoir une éducation au djihad (tarbiyya jihadiyya). Il est notamment l'auteur, en 1984, d'une fatwa ; « Défense des terres musulmanes » ; cherchant à lire dans le Coran, une approche évolutive vers le djihad, où le croyant se doit d'abord d’être pieux avant d'inviter les non croyant à se convertir. Si ces derniers refusent, alors ils doivent être combattu, le verset 9:5, aussi appelé verset du sabre : «Tuez les associateurs où que vous les trouviez. Capturez-les, assiégez-les….» ; est alors invoqué, une récurrence dans la littérature djihadiste, par ailleurs la particularité de cette fatwa est d’ériger le djihad pour les musulmans comme une obligation individuelle (farḍ al-'ayn). Le grand mufti d'Arabie saoudite de l’époque, Abd al-Aziz ibn Baz a appelé à aider les moujahidin afghans comme une obligation individuelle pour les musulmans mais il ne semble pas avoir endossé la fatwa d'Azzam,.
Les wahhabites apportèrent de leur côté, outre le Al Wala' Wal Bara', une liste de dix comportements entraînant automatiquement l’apostasie, connue comme les « annulations de l'islam » (Nawaqid Al-Islam) établie par le fondateur du mouvement Mohammed ben Abdelwahhab. Ben Laden fit directement référence à cette liste dans sa « déclaration de guerre » contre le régime saoudien en 1996.
Le coran réservant un traitement de faveur pour les chrétiens vis-à-vis des polythéistes, une activité annexe des djihadistes, et notamment du chef d'Al Qaida depuis 2011, Ayman al-Zawahiri, est de peindre les éléments de l'orthodoxie chrétienne, tel que la Trinité, la crucifixion, ou l'infaillibilité pontificale, comme preuve d'idolâtrie, permettant de les classer comme polythéistes

## Justification des moyens d'actions
En général les djihadistes se réfèrent au siège de Ta'if en 630, durant lequel prophète Mahomet a engagé des catapultes, sachant qu'elles allaient faire des victimes parmi les civils comme en témoigne un hadith, pour justifier l'usage d’armement susceptible de causer des dommages collatéraux. Par ailleurs, il est plus difficile d'utiliser cet épisode pour justifier des attaques délibérées de cibles civiles, lesquelles vont à l'encontre d'un certain nombre de versets coraniques, tel le verset 4:92, aussi bien qu'un certain nombre d'hadiths. Les djihadistes se réfèrent alors a Ibn al-Qayyim, al-Shawkani, al-Qurtubi, Ibn Taymiyya, et d'autres qui ont justifié l'attaque de civils sur le principe de la loi du talion, comme étant justifié par le verset coranique 2:194 : « quiconque transgresse contre vous, transgressez contre lui, à transgression égale ». Pour rendre cette loi du talion valide, les djihadiste cherchent à démontrer que l'Occident, en particulier, délibérément attaque des civils musulmans : le conflit israélo-palestinien est alors largement utilisé dans cette perspective, comme il l'a été par Al Qaïda pour revendiquer les attentats du 11 septembre 2001. Un autre argument utilisé a été fourni par Ibn Taymiyya qui a défini comme combattant toute personne combattante, soit avec des armes, soit avec des mots, ou qui assiste ces combattants par quelque moyens que ce soit, restreignant singulièrement la notion de civil.
Historiquement, les attentats-suicide ont été popularisés par le Hezbollah libanais, capitalisant sur une tradition chiite de célébration du martyr étrangère au sunnisme. Ils ont néanmoins tactiquement influencé les groupes terroristes palestiniens, tel le Hamas, ce qui a conduit les salafistes à justifier ceux-ci après coup. En l'absence d'argument théologique, Abdallah Azzam en avait été réduit à s'approprier la tradition chiite du martyr, cependant Al-Qaïda a été contraint de résoudre la question dans les années 1990, et ce afin de distinguer une « opération martyr » d'un suicide, ce dernier étant prohibé dans l'islam. Le raisonnement a été fourni par Yûsuf Al-Qaradâwî : « celui qui commet un suicide est quelqu'un qui a perdu espoir dans la vie et Dieu, pendant que le martyr est plein d'espoir en Dieu, et combat l'ennemi fort et arrogant avec les armes que Dieu a mis dans les mains des faibles ». Arguments qui seront aussi repris par des musulmans moins radicaux, tel le grand mufti d’Égypte Mohammed Tantaoui, les djihadistes trouvant là d'amples supports en dehors de leur sphère, ou même la galaxie salafiste, pour justifier leurs méthodes.

#### Ouvrages
- M. Jarman, Les salafites de Muhammad Ibn 'Abd al-Wahhâb à Nâsir ad-Dîn Al-Albânî, Conseil Islamique de France, 2007, 199 p. (ISBN 978-9953-81-083-6 et 9953-81-083-4, lire en ligne)
- Romain Caillet et Pierre Puchot, Le combat vous a été prescrit : Une histoire du jihad en France, Paris, Stock, 2017, 288 p. (ISBN 978-2-234-08250-2).
- Gérard Chaliand et Arnaud Blin (dir.), Histoire du terrorisme de l'Antiquité à Daech, Fayard, 16 septembre 2015, 835 p.
- (en) Gilles Kepel, Jihad : The Trail of Political Islam, Harvard University Press., 2002 (lire en ligne)
- (en) Shiraz Maher, Salafi-Jihadism : The History of an Idea, Hurst, 2016
- (en) Oliver, Haneef James. "The Wahabi Myth, Trafford, 2003,  (ISBN 1-55395-397-5),  (ISBN 978-1-55395-397-5) (Free)
- (en) Oliver, Haneef James. "Sacred Freedom: Western Liberalist Ideologies In The Light of Islam". TROID, 2006,  (ISBN 0-9776996-0-9) (Free)
- (en) Global jihadism: theory and practice, Brachman, Jarret, Taylor & Francis, 2008,  (ISBN 0-415-45241-4),  (ISBN 978-0-415-45241-0)

#### Articles en ligne
- Alain Bertho, « De la rage sans espoir au martyre : penser la complexité du jihadisme », Libération, 24 mars 2016.
- Ariane Bonzon, « L’univers impitoyable des experts en islam », Slate, 6 mars 2016.
- Ariane Bonzon, « C'est quoi un salafiste (français)? », Slate, 2 novembre 2011
- François Burgat, « Réponse à Olivier Roy : les non-dits de « l’islamisation de la radicalité » », L'Obs avec Rue 89, 1er décembre 2015
- Romain Caillet, « Introduction à la jihadologie », terrorisme, 29 janvier 2016.
- Gilles Kepel et Bernard Rougier, « «Radicalisations» et «islamophobie» : le roi est nu », Libération, 14 mars 2016.
- (en) Shiraz Maher, « Mapping contemporary Salafi-Jihadism », fathom, été 2016
- Olivier Roy, « Le djihadisme est une révolte générationnelle et nihiliste », Le Monde, 24 novembre 2015.

#### Documentaires
- Salafistes, réalisé par Lemine Ould Mohamed Salem et François Margolin, 2016.